# Aubure
Aubure es una comuna francesa, situada en el departamento de Alto Rin, en la región  de Alsacia.
Aubure, situada a 800 m de altitud de media, es la comuna localizada a mayor altitud de la cordillera de los Vosgos y por extensión, de Alsacia.

## Demografía
| 286 | 331 | 312 | 293 | 372 | 400 |
| Para los censos de 1962 a 1999 la población legal corresponde a la población sin duplicidades (Fuente: INSEE [Consultar]) |     |     |     |     |     |